# Adelpha thoasa
Adelpha thoasa is een vlinder uit de onderfamilie Limenitidinae van de familie Nymphalidae. De wetenschappelijke naam van de soort werd als Heterochroa thoasa in 1850 gepubliceerd door William Chapman Hewitson.